# 周復
周復（1901年3月15日—1943年2月），字仁立，又字光显，号旭人，乳名红仔。江西省臨川縣湖南乡沙湖周家村人。魯蘇戰區政治部中將主任，為抗日戰爭期間陣亡的中國軍方高級將領之一。

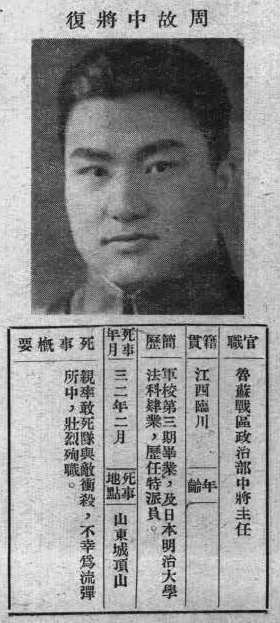
《抗戰軍人忠烈錄》（第一輯）中的周復烈士遺像

## 生平[1]
12岁时，周复经人介绍到义丰粮行当学徒，工余学习。15岁学徒期满．转至太粮行做“水客”，往来于抚州、上海之间。
黄埔军校第三期学生。1926年1月，第三期学员毕业后任军校入伍生部政治部秘书、1926年5月任黄埔同学会宣传科科员、不久升任科长，同时兼总政治部《三民周报》编辑。1928年任中央军校政治部秘书。1929年任国民政府训练总监部政治训练处秘书兼代处长。1931年夏入日本陆军士官学校就读，后转明治大学法科，研究政治、法律并兼修军事。1932年年初，上海“一二八事变”后，周复弃学回国，参与组建“力行社”任中央干事会干事兼组织处处长。后任力行社检查会书记，国民党南京市党部监察委员。1935年周复调任国民党南京市党务特派员。
抗战爆发后，出任军事委员会政治部设计委员、第一战区司令长官部政治部中将主任。1939年1月担任魯蘇戰區政治部中将主任兼国民党苏鲁战区特别党部执行委员会书记长、干部训练团训育委员、军委会战地党政委员会委员、山东省政府委员等职。1940年年初，周复主持创办了魯蘇戰區《阵中日报》，自兼社长，由卢麟（又名卢好问，江西人）任经理，张冰子（江苏人）任总编辑。在安丘南逯和贾孟店子兴办了省立第八联合中学和山东临时政治学院等院校。1943年2月21日在山东安丘城頂山与日军激战中壮烈殉国，时年43岁，成为抗战时期国军中将级政工高官抗战阵亡之第一人，后追赠为陆军上将。1943年7月，于学忠呈请重庆军委会批准，率部南撤，国民党军队在山东的抗战基本结束。
1995年11月13日，山东省人民政府批准其为革命烈士。周复的墓碑随即从绪泉村迁到了安丘市烈士陵园。在当年周复将军牺牲的城顶山上立起了周复将军殉国处纪念碑。2014年9月1日列入第一批著名抗日英烈、英雄群体名录。